# Copa del Món de Ral·lis Raid 2015
La Copa del Món de Ral·lis cross-country 2015 fou la 23a edició de la Copa del Món d'aquesta competició. Com en anys anteriors, l'especialitat, a part de la classificació general, els vehicles es divideixen en les categories T1 Prototipus de fàbrica, T2 Vehicles basats en cotxes de sèrie, T3 Prototipus lleugers tipus buggy i T4 Camions. La FIA premia com a campions de la Copa del Món als líders de la classificació de pilots, copilots i equips, així com als pilots i equips de les categories T2 i T4.

## Proves
Les curses coincideixen normalment amb les de la Copa del Món de Bajas i el Campionat del Món de Ral·lis Cross-Country de motociclisme.
| Cursa | Dates             | Ral·li                      | Guanyador                  |
| ----- | ----------------- | --------------------------- | -------------------------- |
| 1     | 20–22 Febrer      | Northern Forest             | Tapio Suominen (Toyota)    |
| 2     | 27 Març - 2 Abril | Abu Dhabi Desert Challenge  | Vladimir Vasilyev (Mini)   |
| 3     | 19–24 Abril       | Sealine Cross-Country Rally | Nasser Al-Attiyah (Mini)   |
| 4     | 10–17 Maig        | Rallye des Pharaons         | Nasser Al-Attiyah (Mini)   |
| 5     | 25–28 Juny        | Italian Baja                | Nasser Al-Attiyah (Mini)   |
| 6     | 24–26 Juliol      | Baja España-Aragón          | Nani Roma (Mini)           |
| 7     | 13–16 Agost       | Hungarian Baja              | Nasser Al-Attiyah (Mini)   |
| 8     | 27–30 Agost       | Baja Poland                 | Krzysztof Holowczyc (Mini) |
| 9     | 3–9 Octubre       | OiLibya Rally               | Nasser Al-Attiyah (Mini)   |
| 10    | 22–24 Octubre     | Baja de Portalegre 500      | Ricardo Porém (Toyota)     |

## Classificació general[2]
| Posició                                                                                   | 1r | 2n | 3r | 4t | 5è | 6è | 7è | 8è | 9è | 10è |
| Punts                                                                                     | 25 | 18 | 15 | 12 | 10 | 8  | 6  | 4  | 2  | 1   |
| Punts extres als primers de cada categoria                                                | 5  | 3  | 1  | 0  | 0  | 0  | 0  | 0  | 0  | 0   |
| Les curses anomenades cross-country tenen el doble de puntuació que les anomenades Bajas' |    |    |    |    |    |    |    |    |    |     |

| Pos | Pilot               | Cotxe  | Punts |
| --- | ------------------- | ------ | ----- |
| 1   | Nasser Al-Attiyah   | Mini   | 261   |
| 2   | Vladimir Vasilyev   | Mini   | 221   |
| 3   | Yazeed Al-Rajhi     | Toyota | 98    |
| 4   | Reinaldo Varela     | Toyota | 97    |
| 5   | Marek Dabrowski     | Toyota | 92    |
| 6   | Miroslav Zapletal   | Hummer | 84    |
| 7   | Erik Van Loon       | Mini   | 72    |
| 8   | Harry Hunt          | Mini   | 44    |
| 9   | Bernhard ten Brinke | Toyota | 41    |
| 10  | Adam Małysz         | Toyota | 40    |
| 15  | Nani Roma           | Mini   | 30    |